# Luis Bassat
Luis Bassat Coen (Barcelona, 6 de octubre de 1941) es un publicista español.
En 1975 fundó la agencia de publicidad Bassat & Asociados, en Barcelona, la cual más tarde se renombró como Bassat Ogilvy al ser participada por la multinacional Ogilvy & Mather. En 2004 apareció en una lista de «Los hombres más influyentes de la publicidad».
A pesar de la importancia que Luis Bassat ha desarrollado en el sector de la publicidad, ha sido más conocido entre el público general debido a su relación con el Fútbol Club Barcelona, al presentarse en las elecciones para la presidencia de la entidad, en los años de 2000 y 2003. No obstante, en ambas oportunidades perdió.
Fue escogido por la cadena La Sexta como el empresario encargado de dirigir el programa El aprendiz, una secuela española del éxito estadounidense The Apprentice, que fue presentado por el magnate Donald Trump.

## Biografía
Bassat es técnico de publicidad y diplomado en ciencias sociales y administración de empresas. Empezó vendiendo televisores a domicilio mientras estudiaba Ciencias Económicas y posteriormente realizó un máster en Dirección de Empresas en EAE Business School. Ha sido nombrado doctor honoris causa por la Universidad Europea de Madrid.
En 1975 fundó en la ciudad de Barcelona (España) Bassat & Asociados, una pequeña agencia de publicidad que comenzó con un personal de tres personas y un cliente. Desde el principio, uno de sus objetivos era asociarse a una gran organización multinacional, preferentemente, Ogilvy & Mather.

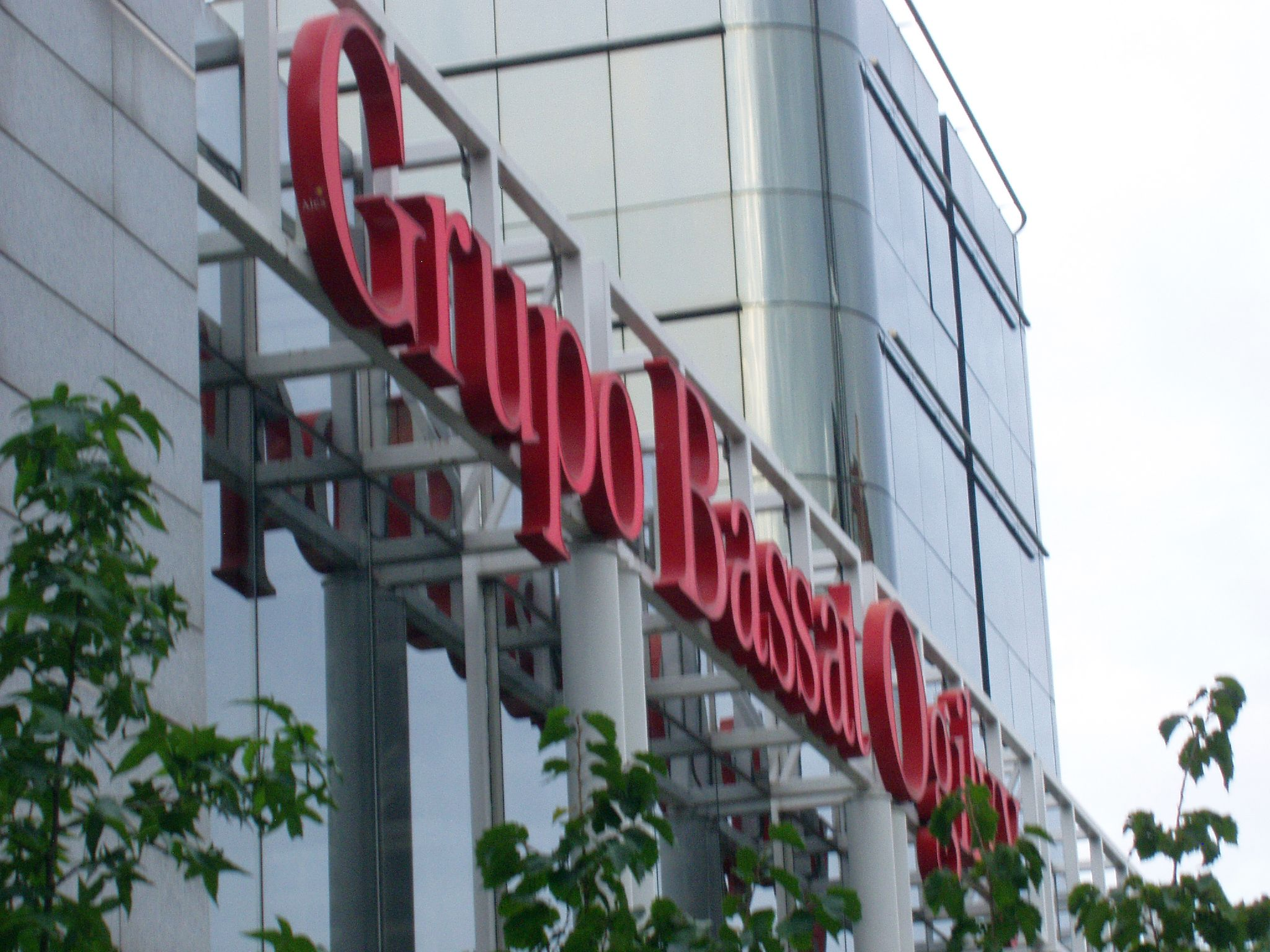
Edificio del Grupo Bassat Ogilvy en Madrid

En 1980, la compañía multinacional Ogilvy & Mather adquirió una participación de dicha empresa y se creó así el grupo Bassat Ogilvy Iberia, del que Luis fue nombrado presidente en España y Portugal. Desde 1987 y durante ocho años desempeñó el cargo de asesor de publicidad, comunicación e imagen de la presidencia de la Generalidad de Cataluña.
Fue presidente de Ovideo-Bassat-Sport, con el cual creó y fue parte de la organización de las ceremonias de inauguración y clausura de los Juegos Olímpicos de Barcelona 1992.
Además de la importancia de Bassat en el campo de la publicidad, se hizo más popular aun cuando se presentó en las elecciones presidenciales del club de fútbol de Barcelona. Se presentó en los años de 2000 y 2003; sin embargo, en ninguna de ellas salió ganador de las votaciones.
Desde entonces desempeña los cargos de Presidente del Grupo WPP Iberia (España y Portugal), Miembro del Consejo de Administración de Ogilvy Worldwide, Miembro del Patronato Español de los Colegios del Mundo Unido, Miembro del Consejo de Administración de Telefónica Publicidad e Información, Miembro del Patronato de la Fundación Internacional José Carreras para la lucha contra la leucemia, Miembro del Patronato de la Fundación Real Automóvil Club de Cataluña de Fomento y Defensa del Automovilista, Miembro del European Council de la Universidad Ben-Gurion del Negev, Vicepresidente de la Fundación Ernest Lluch y Presidente del Consejo Asesor Universitario de la Universidad Europea de Madrid, de la que además es profesor en activo.
El 18 de febrero de 2015 se mostró contrario a la independencia de Cataluña, alegando que una Cataluña independiente se quedaría fuera de la Unión Europea, con todas las consecuencias negativas asociadas según su opinión.

## Reconocimientos
En el año 2000 fue galardonado como el mejor publicitario español del siglo XX. Además, presidió el jurado del Festival de Cannes y del Clio; y fue ganador de más de 400 premios publicitarios (Cannes, Nueva York, San Francisco, Londres, Iberoamérica y España). En 2004, el sitio web Marketingdirecto.com realizó una lista que contiene a las personas que se consideran las más influyentes en el sector de la publicidad en 2004. Bassat lideró el ranking de las diez personas más influyentes quedando en el número 1.
En 2006, es distinguido por la Universidad Europea de Madrid, como doctor honoris causa.
El 4 de noviembre del 2021, es distinguido por la Universidad de Vic, como doctor honoris causa, universidad en la cual empleará una cátedra de creatividad.

## Coleccionista de arte
Luis Bassat es coleccionista de arte. Con su esposa ha reunido una colección de unas 1.500 obras de arte contemporáneo, la gran mayoría catalanas. Un millar de ellas serán dadas a la futura colección permanente del Museo de Arte Contemporáneo de Cataluña. Unas 80 de ellas, entre escultura y pintura, se exponen desde noviembre de 2010 en la sede provisional del museo, la antigua Cooperativa Obrera Mataronense, de Mataró, incluyendo artistas como Antoni Tàpies, Josep Guinovart, Joan Miró, Pablo Picasso, Albert Ràfols-Casamada, Joaquín Torres García, Eduardo Arranz-Bravo, Joan Ponç, Josep Maria de Sucre, Josep Maria Subirachs, Henry Moore, Fernand Léger, Apel·les Fenosa, Marcel Martí y Joan Brotat.

## Obras
Bassat ha publicado cinco libros en total:
- El libro rojo de la publicidad (1993).
- El libro rojo de las marcas (1999).
- Confesiones personales de un publicista (2008).
- Inteligencia comercial (2011).
- La creatividad (2014).
- Maestros del arte en el cartel (2004).

-Personaje principal en la serie "el aprendiz".